# Manfredo Tafuri
Manfredo Tafuri, född den 4 november 1935 i Rom, död den 23 februari 1994 i Venedig, var en italiensk arkitekt, konstkritiker och historiker. Han var framträdande inom den så kallade Venedigskolan. Tafuri blev professor i arkitektur 1968 och ansvarig för historiska institutionen vid institutionen för arkitektur vid Venedigs universitet.
Tafuri var i grunden positiv till modernismen, men menade att det modernistiska projektet ändå misslyckades. Hur socialt inriktad den moderna arkitekturen än var, hur fokuserad den moderna rörelsen (med Le Corbusier som den tydligaste företrädaren) än var på att skapa genomgripande planer, var den ändå dömd till misslyckande då arkitekturen inte förmår lösa de samhälleliga motsättningarna - det enda möjliga, menar Tafuri, är att införa ett slags klasskritik i arkitekturen.
Denna kritik, som kanske framförs som mest aggressivt i Tafuris mest kända skrift, Architecture and Utopia (Progetto e Utopia), följs dock aldrig av några egentliga förslag på hur arkitekten kan återta sin auktoritet som ideolog och planerare. På så vis kan Tafuri sägas vara en av de arkitekturteoretiker som under 1970-talet stakade ut vägen för den nya postmoderna arkitekturen i väst.

## Böcker (urval)
- Teorie et storia dell'architettura (1968)
- Architecture and Utopia: Design and Capitalist Development (1979)
- Modern Architecture (1980)
- Venice and the Renaissance (1985)
- The Sphere and the Labyrinth (1987)
- History of Italian Architecture, 1944-1985 (1989)